# فیلیپ چیپچف
فیلیپ چیپچف (بلغاری: Филип Чипчев؛ زادهٔ ۱۵ ژوئیهٔ ۱۹۸۵) بازیکن فوتبال اهل بلغارستان است.